# Казарян, Айк Гегамович
Айк Гега́мович Казаря́н (арм. Հայկ Ղազարյան, 8 августа 1940, село Лчап, Нор-Баязетский район) — армянский политический и государственный деятель.
- 1963 — окончил Ереванский государственный университет. математик, учитель математики. Доктор физико-математических наук, профессор.
- 1963—1965 — работал ассистентом в том же университете.
- 1965—1968 — аспирант Математического института имени В. А. Стеклова АН СССР.
- 1969—1971 — старший преподаватель на механико-математическом факультете Ереванского государственного университета.
- 1972—1984 — доцент того же факультета.
- 1985—1987 — профессор, заведующий кафедрой цифрового анализа математического факультета.
- 1987—1988 — проректор Армянского государственного педагогического института имени Хачатура Абовяна.
- 1989—1991 — профессор факультета математики Ереванского государственного университета. Автор 38 научных статьей и двух учебников.
- 1991—1992 — декан факультета информатики Ереванского государственного университета.
- 1992—1994 — был министром просвещения Армении.

Награждён медалью Анании Ширакаци (15.09.2017).